# Sineva Ribeiro
Sineva Maria Eiras Novo Rei Ribeiro, född 22 september 1968 i Skee församling i Strömstad, är en svensk sjuksköterska, som är förbundsordförande för Vårdförbundet sedan 2011.
Hon är sjuksköterska med specialistutbildning inom kirurgisk omvårdnad. Hon engagerade sig fackligt 1994 på sin dåvarande arbetsplats, kirurgin på Sahlgrenska universitetssjukhuset och blev 2002 ordförande för den lokala klubben på Sahlgrenska. 2008 blev hon ordförande för avdelningsstyrelsen i Västra Götaland. 2011 valdes hon till förbundsordförande, och omvaldes 2014.
Hon kritiserade 2017 Svenska barnmorskeförbundets beslut om att på sikt lämna Vårdförbundet och bilda en egen facklig organisation.